# Ōoku (film 2010)
Ōoku è un film del 2010 diretto da Fuminori Kaneko.
La pellicola, internazionalmente nota anche come The Lady Shogun and Her Men, è ispirata al manga Ooku - Le stanze proibite che riprende, rovesciandola, la tradizione Ōoku vigente all'interno del castello di Edo tra il XVII E XVIII secolo.

## Trama
Nell'anno 1716 una misteriosa epidemia incomincia a decimare i maschi dell'intero Giappone. Poco alla volta le donne diventano così sempre più membri dominanti della società e gli uomini vengono cercati solo per la loro capacità riproduttiva.
Unoshin brama di convolare a nozze con l'amore della propria giovinezza Onobu, ma la differenza di classe esistente tra i due giovani rende la cosa alquanto difficoltosa. Unoshin, nella speranza di riuscire ad accrescere i propri titoli, entra nell'Ōoku, le camere interne del castello dello shōgun (che qui è una donna).
Qui Unoshin deve entrare in competizione con altre migliaia di giovani maschi bellissimi, nel tentativo di conquistarsi l'affetto della shogun. In un'atmosfera tutta intrisa d'ambizione e sotterfugi, viene eletta la nuova shogun Tokugawa.